# Seyðisfjörður (Vestfirðir)
Seyðisfjörður (in lingua islandese: Fiordo della pecora) è un fiordo laterale dell'ampio Ísafjarðardjúp, nella regione dei Vestfirðir, i fiordi occidentali dell'Islanda.

## Descrizione
Il Seyðisfjörður è una delle numerose diramazioni presenti nella sponda meridionale del grande fiordo Ísafjarðardjúp. È situato a est  dell'Álftafjörður e a ovest del Hestfjörður. È largo circa 2 km e penetra per circa 7,5 km nell'entroterra.
Esiste un altro fiordo chiamato Seyðisfjörður (fiordo della pecora), è il  Seyðisfjörður (Austurland) situato nei fiordi orientali dell'Islanda.

## Accessibilità
Prima del 1975 la strada T67 Súðvíkurvegur andava dall'Ísafjörður solamente fino a Eyri, dove c'è una chiesetta sulla sponda occidentale del fiordo. La fattoria oggi è l'ultima ancora abitata nel fiordo. L'ultimo tratto della strada S61 Djúpvegur tra Eyri e l'Hestfjörður fino a Hvítanes, è stato completato solo nel 1975.
Hvítanes è il nome del promontorio tra Hestfjörður e Skötufjörður e della fattoria che vi si trova. Nel Landnámabók, lo storico libro dei primi insediamenti islandesi, il fiordo viene indicato come Vigrafjörður.